# Vuelta a Bolivia 2009
La 2ª edición de la Vuelta a Bolivia, se disputó entre el 31 de octubre y el 8 de noviembre. Realizando el mismo recorrido que en la edición 2008, como novedad contó con un prólogo nocturno de 1,2 km en la ciudad de Santa Cruz en donde venció el argentino Edgardo Simón (Selección Argentina). 

## Equipos participantes
| - Ebsa - Ricospan - Tecos-Trek - Selección Argentina - Glass Casa Real | - Yuasa - Energy Sol - Sinchi Wayra - Los Andes - Z Sport Spla - Pío Rico - Gobierno Municipal de Oruro |

## Desarrollo
Simón, fue el protagonista de las primeras 4 etapas logrando vencer en las primeras 2 y cosechando un 2.º lugar en la 4.ª, aunque la diferencia en la general era mínima con los favoritos colombianos Gregorio Ladino (Tecos-Trek) y Libardo Niño (Ebsa), pues se encontraban a 16". Mientras, el crédito local Óscar Soliz (Ebsa) parecía haber perdido toda chance ya en la primera jornada al ceder 9' 57" con respecto a los líderes y 4' 03" más en la 3.ª etapa.
En la 5.ª etapa, hubo un vuelco en la clasificación general, ya que comenzó la montaña y Gregorio Ladino consiguió vestirse de amarillo al llegar escapado a Oruro junto con Óscar Soliz y el también boliviano Juan Cotumba (Tecos-Trek). Y mientras Libardo Niño perdió 7' 04", el líder Simón perdió más de 25'. En la general Ladino comandaba, seguido de Cotumba a 13" y Libardo Niño a 7' 09"
En la primera semi-etapa de la 7.ª etapa Ladino logró ampliar la ventaja al llegar escapado con Óscar Soliz y Libardo Niño y dejando atrás a Juan Cotumba que llegó a 4' 22". En el segundo segmento de la etapa Soliz recortó la diferencia en 1' 35" al llegar escapado sólo a Copacabana.
La contrarreloj fue vencida por Soliz, seguido de Ladino (a 1' 54"), Niño (a 4' 36") y Cotumba (a 5' 10"), lo que sentenció definitivamente la carrera y Gregorio Ladino se coronó ganador.

## Etapas
| Etapa       | Fecha          | Recorrido                         | Km       | Ganador          | Líder           |
| Prólogo     | 31 de octubre  | Santa Cruz                        | 1.2      | Edgardo Simón    | Edgardo Simón   |
| 1.ª etapa   | 1 de noviembre | Santa Cruz-Loma Blanca-Santa Cruz | 154      | Edgardo Simón    | Edgardo Simón   |
| 2.ª etapa   | 2 de noviembre | Santa Cruz-Mineros                | 165.6    | Edgardo Simón    | Edgardo Simón   |
| 3.ª etapa   | 3 de noviembre | Buena Vista-Villa Tunari          | 207      | Edward Ortíz     | Edgardo Simón   |
| 4.ª etapa   | 4 de noviembre | Corani-Cochabamba                 | 114      | Juan Cotumba     | Edgardo Simón   |
| 5.ª etapa   | 5 de noviembre | Bombeo-Oruro                      | 141      | Óscar Soliz      | Gregorio Ladino |
| 6.ª etapa   | 6 de noviembre | Vila Vila-El Alto                 | 162      | Horacio Gallardo | Gregorio Ladino |
| 7.ª etapa a | 7 de noviembre | Obrajes-San Pablo de Tiquina      | 115      | Gregorio Ladino  | Gregorio Ladino |
| 7.ª etapa b | 7 de noviembre | San Pedro de Tiquina-Copacabana   | 40       | Óscar Soliz      | Gregorio Ladino |
| 8.ª etapa a | 8 de noviembre | Copacabana-San Pedro de Tiquina   | 39 (CRI) | Óscar Soliz      | Gregorio Ladino |
| 8.ª etapa b | 8 de noviembre | San Pablo de Tiquina-Calacoto     | 122      | Richard Acarapi  | Gregorio Ladino |

## Clasificaciones generales

### Clasificación general
| \| 1. \| Gregorio Ladino \| Colombia \| Tecos-Trek \| 30h 33' 52" \| \| 2. \| Óscar Soliz \| Bolivia \| Ebsa \| + 7' 33" \| \| 3. \| Juan Cotumba \| Bolivia \| Tecos-Trek \| + 7' 54" \| \| 4. \| Libardo Niño \| Colombia \| Ebsa \| + 9' 50" \| \| 5. \| Víctor Niño \| Colombia \| Ebsa \| + 11' 12" \| \| 6. \| Flober Peña \| Colombia \| Ebsa \| + 17' 26" \| \| 7. \| Álvaro Montoya \| Colombia \| Los Andes \| + 30' 45" \| \| 8. \| Camilo Castelblanco \| Colombia \| Glass Casa Real \| + 32' 53" \| \| 9. \| Horacio Gallardo \| Bolivia \| Glass Casa Real \| +33' 25" \| \| 10. \| Bernardo Colex \| México \| Tecos-Trek \| + 34' 00" \| |                     |          |                 |             |
| 1. | Gregorio Ladino     | Colombia | Tecos-Trek      | 30h 33' 52" |
| 2. | Óscar Soliz         | Bolivia  | Ebsa            | + 7' 33"    |
| 3. | Juan Cotumba        | Bolivia  | Tecos-Trek      | + 7' 54"    |
| 4. | Libardo Niño        | Colombia | Ebsa            | + 9' 50"    |
| 5. | Víctor Niño         | Colombia | Ebsa            | + 11' 12"   |
| 6. | Flober Peña         | Colombia | Ebsa            | + 17' 26"   |
| 7. | Álvaro Montoya      | Colombia | Los Andes       | + 30' 45"   |
| 8. | Camilo Castelblanco | Colombia | Glass Casa Real | + 32' 53"   |
| 9. | Horacio Gallardo    | Bolivia  | Glass Casa Real | +33' 25"    |
| 10. | Bernardo Colex      | México   | Tecos-Trek      | + 34' 00"   |

### Clasificación de la montaña
| \| 1. \| Óscar Soliz \| Bolivia \| \| 47 puntos \| \| 2. \| Víctor Niño \| Colombia \| \| 37 puntos \| \| 3. \| Gregorio Ladino \| Colombia \| \| 34 puntos \| |                 |          |  |           |
| 1. | Óscar Soliz     | Bolivia  |  | 47 puntos |
| 2. | Víctor Niño     | Colombia |  | 37 puntos |
| 3. | Gregorio Ladino | Colombia |  | 34 puntos |

### Clasificación por equipos
| \| 1. \| Ebsa \| Colombia \| 91h 59' 24" \| \| 2. \| Tecos-Trek \| México \| + 24' 17" \| \| 3. \| Pío Rico \| Bolivia \| + 1h 02' 17" \| \| 4. \| Glass Casa Real \| Bolivia \| + 1h 24' 39" \| \| 5. \| Yuasa \| Bolivia \| + 1h 34' 42" \| |                 |          |              |
| 1. | Ebsa            | Colombia | 91h 59' 24"  |
| 2. | Tecos-Trek      | México   | + 24' 17"    |
| 3. | Pío Rico        | Bolivia  | + 1h 02' 17" |
| 4. | Glass Casa Real | Bolivia  | + 1h 24' 39" |
| 5. | Yuasa           | Bolivia  | + 1h 34' 42" |